# تیم ملی فوتبال زنان بوسنی و هرزگوین
تیم ملی فوتبال زنان بوسنی و هرزگوین نمایندهٔ فوتبال زنان کشور بوسنی و هرزگوین در ردهٔ ملی است که زیر نظر اتحادیه فوتبال بوسنی و هرزگوین اداره می‌شود. این تیم تاکنون موفق به حضور در جام جهانی فوتبال زنان و جام ملت‌های اروپای زنان نشده‌است. سرمربی کنونی تیم ملی فوتبال زنان بوسنی و هرزگوین سمیرا هورم و کاپیتان این تیم مرسیها آسریک است. این تیم هم‌اکنون در ردهٔ ۶۳ام فیفا قرار دارد. تیم ملی فوتبال زنان بوسنی و هرزگوین بازی‌های خانگی خود را در ورزشگاه شهر کوشوو و در سارایوو که پایتخت این کشور است انجام می‌دهد.